# Baby Blues (film français, 2008)
Pour les articles homonymes, voir Baby Blues.
Pour plus de détails, voir Fiche technique et Distribution.
Baby Blues est un  film français réalisé par Diane Bertrand, sorti en 2008.

## Synopsis
Un couple ayant prit la décision de ne pas avoir d’enfants, entre en crise lorsqu’ils doivent déménager à New York pour leur travail.

## Fiche technique
- Titre français : Baby Blues
- Réalisation : Diane Bertrand
- Scénario : Diane Bertrand et Bruno Japy
- Photographie : Damien Morisot
- Montage : Alice Moine
- Musique : Beth Gibbons
- Production : Bruno Levy
- Pays de production :  France
- Format : couleur
- Genre : romance
- Date de sortie : 2008

## Distribution
- Karin Viard : Alexandra
- Stefano Accorsi : Fabrizio
- Valérie Benguigui : France Laud
- Jean-Marc Barr : Dan
- Sandrine Dumas : Véronique
- Stéphane De Groodt : Sacha
- Brice Cauvin : Grégoire
- Jérôme Bertin : Gabriel
- Rachel Berger
- Marie Vialle
- Ken Samuels : Bob Sherling